# Yuen Woo-ping
Yuen Woo-ping (čínsky 袁和平 (přepis v pchin-jin: Yuán Hépíng, Švarného: Jüan Che-pching - obojí ve standardní čínštině/"mandarínštině"; v kantonském přepisu jyutping: Jyun4 Wo4ping4 [Jýn Wó-pching] - v kantonštině)) * 1945 Kanton) je čínský režisér kung-fu akčních filmů, scenárista a herec; nejvýznamnější ikona čínské kinematografie. K filmu se dostal přes Čínskou operu jako kaskadér. Yuen nastartoval kariéru hercům jako Jackie Chan nebo Donnie Yen. Bratři Wachowští dali Yuenovi nabídku spolupracovat na Matrixu. Tím se dostal se svou kariérou i do zahraničí. Yuenovi taky patří hvězda na hongkongském chodníku slávy.

## Život a kariéra
Yuen se narodil v Kantonu v Číně a je syn Yuen Siu-tiena. Svůj první film Škola hada natočil v roce 1978 s Jackie Chanam v hlavní roli. Krátce potom následoval Mistrův syn. Tyto filmy byly klíčové pro Jackieho slavnou kariéru. S nimi zavedl komediální prvky do filmů s bojovým uměním, které pokračují dodnes.
Yuen pokračoval v natáčení s takovými hvězdami jako Sammo Hung (Kung-fu nářez), Biao Yuen (Yong zhe wu ju), Donnie Yen (Siunin Wong Fei-hung tsi titmalau), Michelle Yeoh (Yong Chun) nebo Jet Li (Tai ji zhang san feng).
Yuenova díla, zejména jeho choreografie v Jing wu ying xiong přitahovala pozornost Wachowských, kteří si ho najali jako choreografa bojových scén v Matrixu. Úspěch této spolupráce a Yuenových scén ve filmu Tygr a drak z něj udělali velmi vyhledávanou postavou v Hollywoodu. Pokračoval v práci na pokračování Matrixu a Kill Billovi.
Yuen také pracoval na choreografii akčních scén v Zakázaném království, ve kterém se utkaly dvě největší jména tohoto žánru, Jackie Chan a Jet Li.

## Režijní filmografie
- 2010 Zrození legendy
- 1993 Železná opice
- 1991 Tygří klec 3
- 1990 Tygří klec 2
- 1988 Tygří klec
- 1979 Kung-fu nářez
- 1978 Mistrův syn
- 1978 Škola hada

## Scenáristická filmografie
- 1978 Mistrův syn

## Herecká filmografie
- 2001 Matrix: Nová návštěva (dokument)
- 1992 Král zlodějů
- 1987 Poslední kondor